# Бачи-Юрт
Ба́чи-Юрт (чечен. БIачи-Йурт) — село в Курчалоевском районе Чеченской Республики. Административный центр Бачи-Юртовского сельского поселения.

## География
Село расположено по обоим берегам реки Гансол, в 7 км к северо-востоку от районного центра — Курчалой и в 48 км к юго-востоку от города Грозный.
Ближайшие населённые пункты: на севере — село Мелчхи, на северо-востоке — посёлок Ойсхара и село Верхний Нойбер, на востоке — село Ахмат-Юрт, на юге — село Джигурты, на юго-западе — село Майртуп и на северо-западе — село Иласхан-Юрт.

## История

### В древности
При раскопках в селении обнаружена пряжка «типа Исти-су» периода Кобанской культуры, учёные датируют её VI—V веками до нашей эры. Также здесь обнаружен железный с бабочковидным перекрестием и антенновидным навершием. Меч имеет широкие бортики на рукояти, длина меча с навершием составляет 65,5 см., длина клинка — 53 см. Мечи такого типа датируют V веком до нашей эры.

### Период СССР
В период с 1944 по 1958 года, во время выселения чеченцев и упразднения Чечено-Ингушской АССР, село носило название Первомайское.

## Население
| 1979    | 1990    | 2002    | 2010    | 2012    | 2013    | 2014    |
| ------- | ------- | ------- | ------- | ------- | ------- | ------- |
| 6296    | ↗7342   | ↗14 756 | ↗16 485 | ↗16 860 | ↗17 170 | ↗17 548 |
| 2015    | 2016    | 2017    | 2018    | 2019    | 2020    | 2021    |
| ↗17 930 | ↗18 273 | ↗18 642 | ↗19 008 | ↗19 350 | ↗19 727 | ↘17 173 |
| 2023    | 2024    |         |         |         |         |         |
| ↗17 696 | ↗18 016 |         |         |         |         |         |

Национальный состав
По данным Всероссийской переписи населения 2010 года:
| Народ   | Численность, чел. | Доля от всего населения, % |
| ------- | ----------------- | -------------------------- |
| чеченцы | 16 431            | 99,67 %                    |
| другие  | 54                | 0,33 %                     |
| всего   | 16 485            | 100,00 %                   |

## Галерея
- Бачи-юрт XIX век
- Бачин-Корт 1852 год
- Бачи-юрт на фоне горного массива
- Общий вид селения
- Кладбище